# هاكان ياكين
هاكان ياكين (بالتركية: Hakan Yakın)‏ من مواليد 22 فبراير 1977 في بازل في سويسرا، لاعب كرة قدم سويسري من أصل تركي.
بدأ باللعب مع منتخب سويسرا لكرة القدم في عام 2000.

## مسيرته الكروية
لعب هاكان ياكين خلال مسيرته الاحترافية مع 10 أندية في خمسة وعشرون موسمًا وسجل خلالها 162 هدف ضمن 461 مباراة. حيث فاز في أربعة مواسم بالكأس وفي خمسة مواسم بالدوري.
خاض هاكان ياكين مسيرته مع FC Concordia Basel ‏ في موسم 1994–95 لمدة موسم واحد، مشاركًا في 9 مباريات سجل خلالها 4 أهداف. ثم انتقل إلى نادي بازل في موسم 1995–96 في المرة الأولى ولمدة موسمين ثم في موسم 2000–01 ليلعب معه أربعة مواسم، حيث شارك طوالها في 132 مباراة سجل خلالها 43 هدفًا. لينتقل بعدها إلى نادي سانت غالن في موسم 1997–98 ولمدة موسمين، مشاركًا في 35 مباراة سجل خلالها 8 أهداف. ثم انتقل إلى نادي غراسهوبر زيوريخ في موسم 1999–00 ولمدة موسمين، مشاركًا في 65 مباراة سجل خلالها 23 هدفًا. هذا وانتقل لاحقًا إلى نادي شتوتغارت في موسم 2003–04 ولمدة موسمين، مشاركًا في 9 مباريات ولم يسجل أي هدف. ثم انتقل بعدها إلى نادي غلطة سراي في موسم 2004–05 لمدة موسم واحد، مشاركًا في مباراتين ولم يسجل أي هدف أيضًا. ليعود وينتقل من جديد، لكن هذه المرة إلى نادي يانغ بويز في موسم 2005–06 واستمر معه طيلة ثلاثة مواسم، مشاركًا في 83 مباراة سجل خلالها 40 هدف. لينتقل بعدها إلى نادي الغرافة في موسم 2008–09 لمدة موسم واحد، مشاركًا في 15 مباراة سجل خلالها 5 أهداف. ثم لعب في نادي لوزيرن في موسم 2009–10 واستمر معه طيلة ثلاثة مواسم، مشاركًا في 79 مباراة سجل خلالها 26 هدفًا. ليعود ويرتحل عنه إلى نادي بيلينزونا في موسم 2011–12 ولمدة موسمين، مشاركًا في 32 مباراة سجل خلالها 13 هدفًا.

## روابط خارجية
- هاكان ياكين على موقع الاتحاد الدولي (مؤرشف)  (الإنجليزية)
- هاكان ياكين على موقع الاتحاد الأوربي (الإنجليزية)
- هاكان ياكين على موقع اتحاد تركيا (لاعب) (الإنجليزية)
- هاكان ياكين على موقع اتحاد تركيا (مدرب) (الإنجليزية)
- هاكان ياكين على موقع قاعدة بيانات كرة القدم.إي يو (الإنجليزية)
- هاكان ياكين على موقع ليكيب (الفرنسية)
- هاكان ياكين على موقع ناشيونال فوتبول تيمز (الإنجليزية)
- هاكان ياكين على موقع Soccerway.com (الإنجليزية)
- هاكان ياكين على موقع عالم كرة القدم.نت (الإنجليزية)
- هاكان ياكين على موقع كووورة